# Augustinerkloster Regensburg

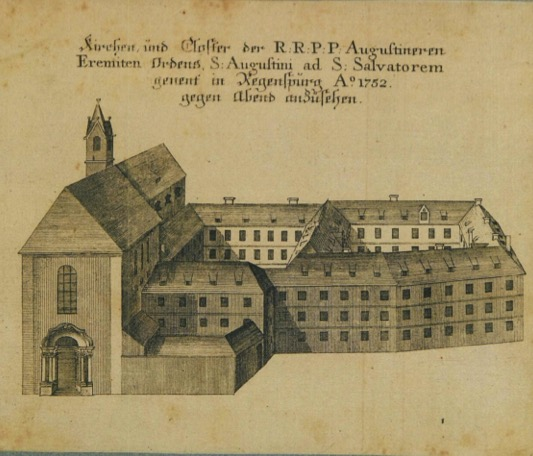
Das Klosters im Jahr 1752

Das Augustinerkloster Regensburg ist ein Mitte des 13. Jahrhunderts erbautes ehemaliges Kloster der Augustiner-Eremiten in Regensburg in Bayern in der Diözese Regensburg. Es war gelegen an der Südwestseite vom Neupfarrplatz. Die Klostergebäude wurden im Laufe des 19. Jahrhunderts weitgehend abgebrochen. Die zugehörige Kirche wurde 1838 wegen Baufälligkeit abgerissen.

## Geschichte

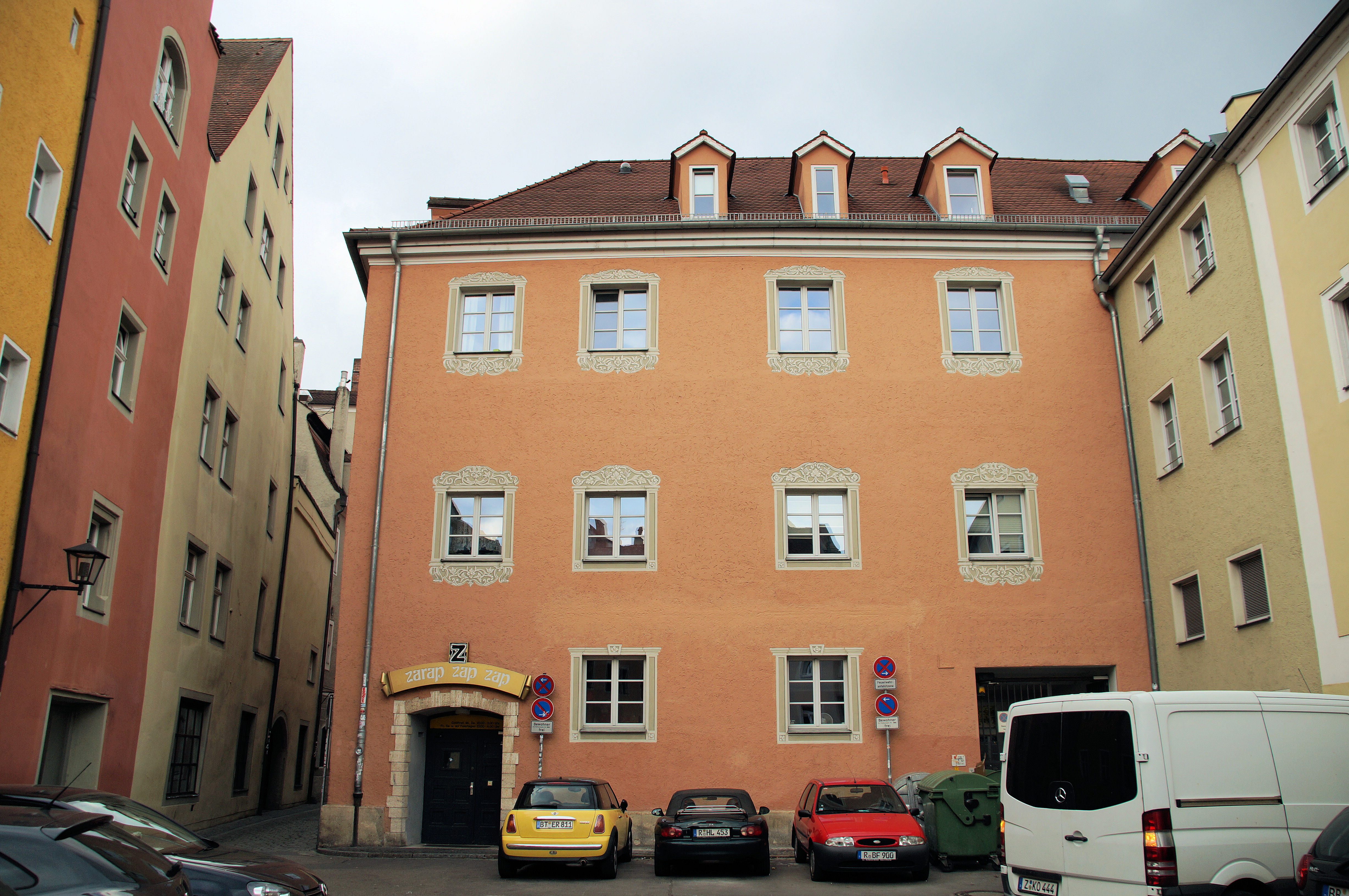
Gebäude des ehemaligen Augustinerklosters am Augustinerplatz

Im März des Jahres 1255 wurde von Regensburger Bürgern an der Kreuzung von Gesandtenstraße und Bachgasse innerhalb von drei Tagen eine hölzerne Salvatorkapelle erbaut, die noch im gleichen Jahr von Bischof Albert I. geweiht wurde. Der Bau war die Folge des Regensburger Hostienwunders, das sich ereignet hatte, auf der Brücke über den Vitusbach, der damals offen durch die Bachgasse floss. Weil die Brücke ins Judenviertel von Regensburg führte wurde sie Judensteg genannt und ein Pfarrer hatte auf diesem Judensteg geweihte Hostien verloren, die sofort von Engeln gerettet wurden. Es entwickelte sich eine Wallfahrtsbewegung, deren Einnahmen es schon 1260 erlaubten, die hölzerne Kapelle durch einen Steinbau zu ersetzen und neben der Kapelle auch eine neue große Kirche zu bauen. Im Juli 1267 übergab der Rat der Stadt Kirche und Kapelle an die Augustiner, die sich schon länger in Regensburg aufhielten und die päpstliche Erlaubnis hatten, sich in Städten anzusiedeln. Zugleich erhielten die Augustiner auch angrenzende Grundstücke zur Errichtung von Klostergebäuden. Die Stadt als Stifterin übernahm die Schirmherrschaft und gewährte Steuerfreiheit „für ewige Zeiten“.

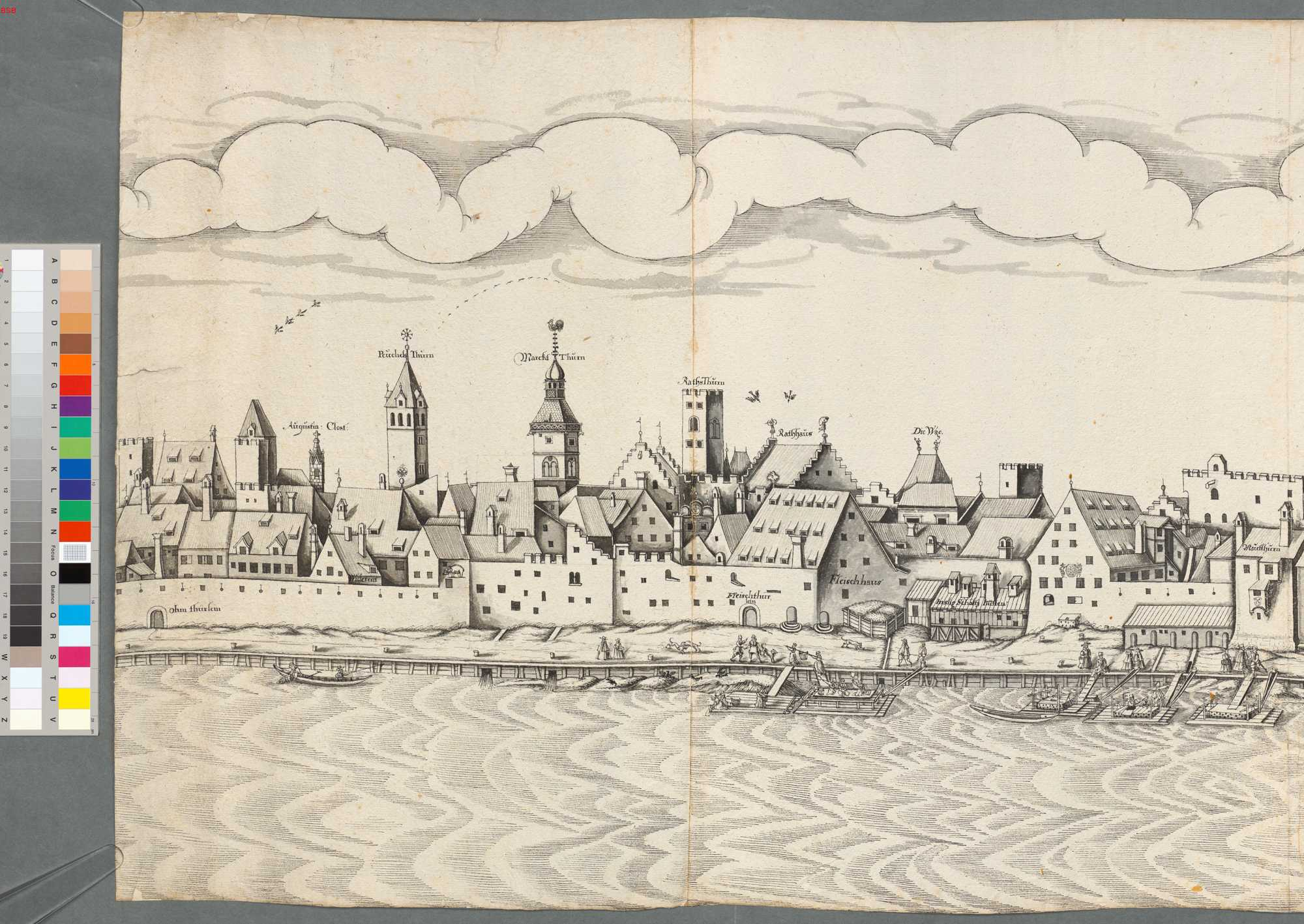
Blick auf Regensburg (1630) Turm-Bezeichnungen: Augustin Clost links neben dem hohen Turm Peuchels Thurn (Goldener Turm)

Die Einnahmen des Klosters aus Vermächtnissen von Bürgern und aus Schenkungen entwickelten sich so gut, dass noch im 13. Jahrhundert die Kirche nach Westen bis zur Bachgasse erweitert werden konnte. Zum Ende des 14. Jahrhunderts konnte die Kirche auch nach Osten hin durch einen gotischen Chor erweitert werden. An der Nordfassade wurde ein relativ niedriger Glockenturm mit Galerie angebaut, der in der zeitgenössischen Bildansicht links neben dem viel höheren Goldenen Turm (auch nach dem Besitzer genannt: Peuchels Thurm) an der Auszeichnung Augustin Clost zu erkennen ist. Die ursprüngliche Salvatorkapelle blieb erhalten und erhielt den Namen Kreuzkapelle, weil die Bürger dort ein kostbares Kruzifix verehrten. In der Folgezeit wurde das Kloster zum wichtigsten Augustinerkloster in Bayern und zum Mutterkloster weiterer Augustinerklöster in München, Niederviehbach, Taus, Ramsau und Prag. Im Kloster wurde eine Ordenshochschule für die bayerische Provinz betrieben, die sich auf das philosophisch-theologische Studium spezialisierte. In dem Augustinerkloster am Judensteig wirkte eine Anzahl berühmter Konventsmitglieder wie Ulrich von Straubing (1300–1315), Nikolaus von Laun (1342, 1344–1353), Ulrich von Regensburg (1343–1344, 1353–1358), Albert von Regensburg (1385–1387), Berthold Puchhauser, ein Kämpfer gegen John Wyclif und Jan Hus, oder Friedrich von Regensburg. Unter dem bayerischen Provinzial Johannes Ludovici schloss sich das Kloster im Rahmen der Ordensreformation von 1466 der Reformkongregation an und führte die strenge Observanz ein.
Im 16. Jahrhundert begann für das Kloster eine Krisenzeit mit finanziellen und baulichen Schwierigkeiten. Es zeigte sich, dass die Kirche einzustürzen drohte, weil sich der Baugrund am Vitusbach als instabil erwies. Am Beginn Reformationszeit in Regensburg ging die Anzahl der Mönche stark zurück und es kam auch zu einem Tiefpunkt der klösterlichen Disziplin, was später durch den Einfluss des Regensburger Bischofs wieder verbessert wurde. 1538 wurde Albrecht Altdorfer in der Kirche begraben.
Ab 1731 kam es unter Einsatz des Münchener Stadtbaumeisters Ignaz Anton Gunetzrhainer zu einer baulichen Festigung der Kirche, mit der die Einsturzgefahr behoben wurde. Danach begann die Umgestaltung der Kirche im Stil des Barock unter Beteiligung der Gebrüder Asam.
Nachdem das Kloster 1810 im Zuge der Säkularisation an Bayern gefallen war, wurde es aufgelöst und die Gebäude vorübergehend für militärische Zwecke genutzt. Bücher und Archivalien wurden dem Generalarchivar Carl Theodor Gemeiner ausgehändigt, während Kunstgegenstände und Bilder den Staatlichen Sammlungen in München ausgehändigt oder versteigert werden sollten. Den Auftrag, die Gemälde der Kirche vor ihrer Versteigerung in Augenschein zu nehmen und die besten Stücke für die Museen in München zu requirieren, erhielt der Regensburger freischaffende Künstler Joseph Franz von Goez. Er fertigte eine Liste der Bilder an, die mit der Bitte schloss, einige Bilder doch in Regensburg zu belassen und zusätzlich aus den überreichen Depots in München einige Bilder nach Regensburg zu bringen, um den Bürgern die Möglichkeit zu bieten, sich an Kunst zu bilden und zu erfreuen.
Nach 1824 dienten die Gebäude vorübergehend einer Volkshochschule als Unterkunft, jedoch häuften sich die Bauschäden. 1830 wurde das gesamte Klostergelände an Joseph Anton von Maffei verkauft und daraufhin ein Teil der Gebäude abgerissen. Auch die Kirche wurde 1838 wegen Baufälligkeit abgerissen und ab 1855 entstanden die Neubauten, die noch heute erhalten sind. Im Zuge dieser Baumaßnahmen wurde auch die 1255 entstandene Kreuzkapelle abgerissen.

## Persönlichkeiten
- Theodor Grünberger (1756–1820), Komponist, Augustinermönch und Priester; schuf im Augustinerkloster Regensburg seine erste Komposition, Opus 1.